# Odynerus prominens
Odynerus prominens är en stekelart som beskrevs av Giordani Soika. Odynerus prominens ingår i släktet lergetingar, och familjen Eumenidae. Inga underarter finns listade i Catalogue of Life.